# 第一次徐世昌內閣
第一次徐世昌內閣成立於民國3年（1914年）5月1日，結束於民國4年（1915年）12月21日。
1914年5月1日，袁世凱大總統公布《中華民國約法》，取代原先的《臨時約法》，根據約法第39條規定：「以大總統為行政首長，置國務卿一人贊襄之。」，廢除了原來的國務院官制，設置政事堂；總統制取代了內閣制。徐世昌被袁世凱任命為首任國務卿，但是袁世凱同時又任命楊士琦為左丞，錢能訓為右丞，徐世昌的權力被大大削弱，無所作為。
1915年，袁世凱推行洪憲帝制，徐世昌於10月27日托病辭職，退居河南輝縣。袁世凱准假，任命陸徵祥兼任代理國務卿。隨後12月21日陸继任為正式國務卿。但是帝制運動很快走向滅亡，討伐袁世凱的護國運動勢如破竹，西南各省紛紛獨立。
袁世凱在1916年3月宣布取消帝制，恢復民國，重新起用徐世昌為國務卿，徐世昌念在舊情之上當此艱局，但是他要求護國軍停戰議和被拒絕，產生去意。一個月後徐世昌推薦參謀總長段祺瑞繼任。

## 內閣成員
| 職位     | 姓名   | 備注              |
| -------- | ------ | ----------------- |
| 國務卿   | 徐世昌 |                   |
| 外交總長 | 孫寶琦 |                   |
| 外交總長 | 陸徵祥 | 1915年1月27日繼任 |
| 內務總長 | 朱啟鈐 |                   |
| 財政總長 | 周自齊 |                   |
| 財政總長 | 周學熙 | 1915年3月5日繼任  |
| 陸軍總長 | 段祺瑞 |                   |
| 陸軍總長 | 王士珍 | 1915年3月5日繼任  |
| 海軍總長 | 劉冠雄 |                   |
| 司法總長 | 章宗祥 |                   |
| 教育總長 | 湯化龍 |                   |
| 教育總長 | 張一   | 1915年10月5日繼任 |
| 交通總長 | 梁敦彥 |                   |